# Dušan Lagator
Dušan Lagator (ur. 29 marca 1994 w Cetynii) – czarnogórski piłkarz występujący na pozycji defensywnego pomocnika w węgierskim klubie Debreceni VSC oraz w reprezentacji Czarnogóry. Wychowanek FK Mogren. W trakcie swojej kariery grał także w takich klubach, jak FK Mladost Podgorica, Dinamo Petersburg, PFK Soczi oraz Wisła Płock.